# SCOOP (大沢誉志幸のアルバム)
『SCOOP』（スクープ）は、大沢誉志幸2作目のスタジオ・アルバム。

## 解説
前作からわずか8箇月後にリリースされた2作目のアルバム。前作同様、全曲の作曲を大沢、作詞に銀色夏生、編曲は大村雅朗の3人で制作されている。先行シングルとして「ハートブレイク・ノイローゼ」が1984年1月21日にリリース。前作と違い、リカットシングルはない。アルバムタイトルは「前作のタイトルが長すぎたので、衝撃的な一言をタイトルにしたかった」と、大沢は当時のインタビューで述べていた。

## リリース
1984年2月25日にエピックレコードジャパンよりLPレコード盤、カセットがアポロン音楽工業（現：株式会社バンダイ・ミュージックエンタテインメント）よりリリースされた。CDは同年8月1日に発売。
1993年10月1日、デジタルリマスター盤CDで再リリース。
現行盤は2013年7月17日ソニー・ミュージックダイレクトよりリリースのBlu-spec CD2である。

## 収録曲

### LPレコード, CT
| 全編曲: 大村雅朗。 |                                |           |            |       |
| #                  | タイトル                       | 作詞      | 作曲       | 時間  |
| 1.                 | 「Scoop」                      | 銀色夏生  | 大沢誉志幸 | 3:37  |
| 2.                 | 「スロウダンス」               | 銀色夏生  | 大沢誉志幸 | 3:29  |
| 3.                 | 「午前2時を過ぎたら」          | 銀色夏生  | 大沢誉志幸 | 3:16  |
| 4.                 | 「I loved you …」              | 銀色夏生  | 大沢誉志幸 | 4:27  |
| 5.                 | 「ハートブレイク・ノイローゼ」 | 銀色夏生  | 大沢誉志幸 | 4:30  |
| 合計時間:          | 合計時間:                      | 合計時間: | 合計時間:  | 19:19 |

| 全編曲: 大村雅朗。 |                                  |           |            |       |
| #                  | タイトル                         | 作詞      | 作曲       | 時間  |
| 1.                 | 「ジュークボックスは傷ついてる」 | 銀色夏生  | 大沢誉志幸 | 3:17  |
| 2.                 | 「Ring Ring」                    | 銀色夏生  | 大沢誉志幸 | 4:06  |
| 3.                 | 「ゲームを教えて」               | 銀色夏生  | 大沢誉志幸 | 3:42  |
| 4.                 | 「ビリーの災難」                 | 銀色夏生  | 大沢誉志幸 | 3:58  |
| 5.                 | 「CAB DRIVER」                   | 銀色夏生  | 大沢誉志幸 | 5:01  |
| 合計時間:          | 合計時間:                        | 合計時間: | 合計時間:  | 20:04 |

#### CD
| 全編曲: 大村雅朗。 |                                  |           |            |       |
| #                  | タイトル                         | 作詞      | 作曲       | 時間  |
| 1.                 | 「Scoop」                        | 銀色夏生  | 大沢誉志幸 | 3:37  |
| 2.                 | 「スロウダンス」                 | 銀色夏生  | 大沢誉志幸 | 3:29  |
| 3.                 | 「午前2時を過ぎたら」            | 銀色夏生  | 大沢誉志幸 | 3:16  |
| 4.                 | 「I loved you …」                | 銀色夏生  | 大沢誉志幸 | 4:27  |
| 5.                 | 「ハートブレイク・ノイローゼ」   | 銀色夏生  | 大沢誉志幸 | 4:30  |
| 6.                 | 「ジュークボックスは傷ついてる」 | 銀色夏生  | 大沢誉志幸 | 3:17  |
| 7.                 | 「Ring Ring」                    | 銀色夏生  | 大沢誉志幸 | 4:06  |
| 8.                 | 「ゲームを教えて」               | 銀色夏生  | 大沢誉志幸 | 3:42  |
| 9.                 | 「ビリーの災難」                 | 銀色夏生  | 大沢誉志幸 | 3:58  |
| 10.                | 「CAB DRIVER」                   | 銀色夏生  | 大沢誉志幸 | 5:01  |
| 合計時間:          | 合計時間:                        | 合計時間: | 合計時間:  | 39:23 |

### 楽曲解説
1. Scoop
  - 自身がDJを務めたラジオ番組『サウンドストリート』のオープニングとして、ボーカルの入っていないバージョンが使われた。
2. スロウダンス
3. 午前2時を過ぎたら
4. I loved you …
  - 自身がDJを務めたラジオ番組『サウンドストリート』のエンディングとして、ボーカルの入っていないバージョンが使われた。
5. ハートブレイク・ノイローゼ
6. ジュークボックスは傷ついてる
7. Ring Ring
8. ゲームを教えて
9. ビリーの災難
10. CAB DRIVER

## 参考資料
- アルバム『SCOOP』（EPIC・ソニー、1984年）
- アルバム『[I.D] Y BEST COLLECTION』（EPICレコード、1998年）